# Coccosteus
Genre
Coccosteus est un genre éteint de poissons placodermes qui vivaient au Dévonien moyen.

## Description

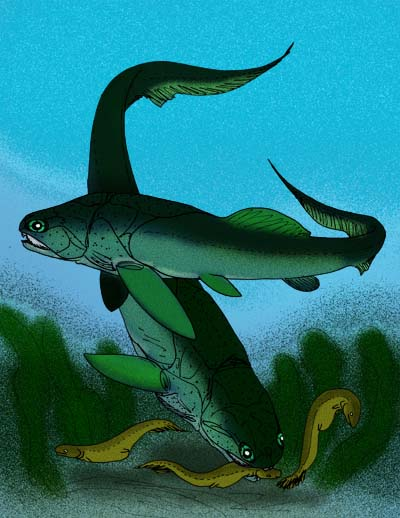
Vision d'artiste d'un Coccosteus cuspidatus, placoderme d'eau douce, en train de se nourrir de Palaeospondylus gunni.

Les fossiles de ces poissons carnivores d'eau douce qui mesuraient, adultes, jusqu'à une quarantaine de centimètres ont été découverts en Europe et en Amérique du Nord.
L'espèce type est Coccosteus cuspidatus.
Coccosteus montre de grandes similitudes avec le placoderme géant Dunkleosteus.